# Une visite à la mine
Une visite à la mine (Ein Besuch im Bergwerk) est une nouvelle de l'auteur germanophone Franz Kafka publiée en 1920 dans le recueil de nouvelles Un Médecin de campagne.

## Résumé
Cette nouvelle porte sur l'arrivée d'ingénieurs engagés pour des travaux d'arpentages dans une mine. Malgré leur jeunesse, ces dix ingénieurs ont tous une personnalité très marquée. Le texte les décrit donc un à un, probablement par la voix des ouvriers.
La visite de ces ingénieurs semble ainsi être un évènement très important et très divertissant pour les ouvriers, il n'est donc plus question de travailler. Mais malgré leurs différences, les ingénieurs poursuivent leur visite de la mine.